# Carlos Marqués-Marcet
Pour les articles homonymes, voir Marques (homonymie) et Marcet.
Carlos Marqués-Marcet, né à Barcelone le 1er janvier 1983, est un cinéaste catalan.

## Biographie
Né le 1er janvier 1983, Carlos Marqués-Marcet étudie, durant sa jeunesse, la communication audiovisuelle à l'université Pompeu-Fabra de Barcelone.
A l'âge de 19 ans, il participe au Talent Campus du Festival international du cinéma de Berlin (Berlinale). Il est sélectionné par la revue des Cahiers du Cinéma comme meilleur court-métrage en 2008.
La même année, il obtient une bourse de la fondation "la Caixa" et s'installe à Los Angeles pour suivre le master  de réalisation cinématographique de l'UCLA.
Il devient célèbre au niveau international pour le long-métrage 10.000 km, avec Natalia Tena et David Verdaguer dans la distribution, pour lequel il remporte le prix Goya du meilleur nouveau réalisateur lors de la 29e cérémonie des Goyas qui se tient à Madrid en 2015.
En 2020, il dirige le film La mort de Guillem, sur l'assassinat de Guillem Agulló, avec l'acteur Pablo Molinero.
En 2024, il réalise le film Polvo serán, co-écrit par Clara Roquet, avec les comédiens Ángela Molina et Alfredo Castro en tant que protagonistes, obtenant le prix TIFF Platform Award lors de l'édition 2024 du Festival international du film de Toronto.

## Distinctions et récompenses
- 2014 : Prix du public au festival international du cinéma Crossing Europe de Linz (Autriche) pour 10.000 km[11];
- 2015 : Prix Goya du meilleur nouveau réalisateur et Prix Gaudí du meilleur réalisateur pour 10.000 km[12];
- 2024 : TIFF Platform Award, Toronto (Canada), pour Polvo serán (titre anglophone : They will be dust)[13].